# Kefalári (ort i Grekland, Peloponnesos)
Kefalári (Kefalari) är en ort i Grekland.   Den ligger i prefekturen Nomós Argolídos och regionen Peloponnesos, i den södra delen av landet, 100 km väster om huvudstaden Aten. Kefalári ligger 21 meter över havet och antalet invånare är 677.
Terrängen runt Kefalári är kuperad västerut, men österut är den platt. En vik av havet är nära Kefalári åt sydost.  Närmaste större samhälle är Argos, 5,4 km nordost om Kefalári. Trakten runt Kefalári består till största delen av jordbruksmark.